# Фульдабрюк
Фульдабрюк (нем. Fuldabrück) — община в Германии, в земле Гессен. Подчиняется административному округу Кассель. Входит в состав района Кассель. Население составляет 8700 человек (на 31 декабря 2010 года). Занимает площадь 17,86 км².

## Население
| 31 декабря 2017 | 30 сентября 2019 | 31 декабря 2021 | 31 декабря 2022 | 31 декабря 2023 |
| --------------- | ---------------- | --------------- | --------------- | --------------- |
| 8740            | ↗8781            | ↘8719           | ↗8953           | ↗9039           |